# 円外接多角形

円に外接する台形

ユークリッド幾何学における接多角形 (tangential polygon) あるいは円の外接多角形（がいせつたかっけい、英: circumscribed polygon; 円外接多角形）は、内接円（内円）と呼ばれるただ一つの円に全ての辺が接する凸多角形を言う。円外接多角形の双対多角形は円内接多角形（共円多角形）で、この場合そのすべての頂点が外接円と呼ばれるひとつの円周上にある。
任意の三角形は円に外接し、また任意の正多角形も内接円を持つ。よく調べられている外接多角形は円に外接する四角形で菱形や凧形などはその例となる。

## 特徴付け
凸多角形が内接円を持つための必要十分条件は、その内角の二等分線がすべて一点で交わることである。この共通交点は内心（内接円の中心）となる:77。

### 辺長による存在判定
そのような解が存在するとき、x1, …, xn を外接多角形の接辺長 (tangent length) と呼ぶ（xi は外接多角形の各頂点から相隣る接点までの長さになっていることに注意する）。

## 一意性と多意性
多角形の辺数 n が奇数ならば、任意に与えられた辺長の組 a1, …, an に対して、上記の判定法により、そのような辺長を持つ接多角形がただ一つ存在する。しかし n が偶数の場合には、そのような接多角形は無数 (infinitude) に存在する:389。例えば、すべての辺が同じ長さを持つ四辺形の場合、任意の角度の鋭角を持つ菱形が作れて、内接円に接する。

## 内半径
円外接 n-角形の辺長が a1, …, an であるとき、その内半径（内接円の半径）は {\displaystyle r={\frac {K}{s}}={\frac {2K}{\sum _{i=1}^{n}a_{i}}}} で与えられる:125。ただし、K はその多角形の面積で s は多角形の半周長とする。
（任意の三角形は内接円を持つのであったから、この公式は任意の三角形に当てはまる。）

## その他の性質
- 円外接奇数角形に対して、すべての辺の長さが等しいための必要十分条件は、全ての角の大きさが等しい（したがって正多角形となる）ことである。円外接偶数角形のすべての辺の長さが等しいための必要十分条件は、連続する全ての角が交互に等しいことである（つまり、相隣る角を順に A, B, C, D, E, F, … とすれば、それらの角度は A, C, E, … が等しくかつ B, D, F, … が等しい）[5]。
- 円外接偶数角形において、奇数番目の辺の辺長の総和と偶数番目の辺の辺長の総和は等しい[2]:561。
- 接多角形の面積は、同じ周長を持ちかつ順番まで込めて対応する内角の角度が同じであるようなほかの任意の多角形の面積よりも大きい[6]:862[7]
- 任意の接多角形において、多角形の重心、境界点すべてからなる集合の重心と、内心は同一直線上にある。このとき、多角形の重心とほかの二点との間の距離は、内心から境界点集合の重心までの距離の二倍になる[6]:858–859。

## 接線三角形
任意の三角形が何らかの円に外接するけれども、特に接線三角形と呼ぶときには、基準となる三角形 (reference triangle) を固定して、内接円との接点が基準三角形の頂点となっているような三角形の意味で用いる。

## 接四辺形
平面幾何学において、円に外接する四角形（えんにがいせつするしかくけい、）または円外接四辺形、接線四辺形（）はすべての辺がある円に接する凸四角形である。特にこの円とその中心、半径をそれぞれ内接円、内心、内半径という。円に外接する四角形は円外接多角形の一つである。
英語では inscriptable quadrilateral, inscriptible quadrilateral, inscribable quadrilateral, circumcyclic quadrilateral,co-cyclic quadrilateralなどと言われる場合もある。 しかしこの語は円に内接する四角形を指す場合が多く混同を避けるため、あまり使われない。
任意の三角形は内接円を持つが四角形ではそうとは限らない。例えば、正方形でない長方形は内接円を持たない。 四角形が円に外接する必要十分条件は後述のピトーの定理などがある。

## 接六角形

接六角形の主対角線は共点である

- 接六角形 ABCDEF において、主対角線 AD, BE, CF はブリアンションの定理により共線である。